# Dikanda Diba
Dikanda Diba (* 10. Oktober 1966) ist eine ehemalige kongolesische Langstreckenläuferin.
Diba nahm an den Olympischen Sommerspielen 1988 in Seoul teil. Im Wettlauf über 3000 m schied sie im Vorlauf aus. Sie fungierte als Fahnenträgerin bei der Eröffnungszeremonie.